# Copelatus erichsonii
Copelatus erichsonii är en skalbaggsart som beskrevs av Guérin-Méneville 1847. Copelatus erichsonii ingår i släktet Copelatus och familjen dykare. Inga underarter finns listade i Catalogue of Life.